# Двигатель Nissan TB
Nissan TB — рядный шестицилиндровый бензиновый двигатель внутреннего сгорания, представленный компанией Nissan в 1987 году. Его диаметр цилиндра и ход поршня составляют 96 мм, а объём — 4,2 л (4169 см3). Двигатель оснащался двухкамерным карбюратором и распределителем точечного типа. Устанавливался на Nissan Patrol серий Y60 и Y61.

## Варианты

### TB42E/TB42S
В 1992 году был представлен двигатель TB42E с электронным впрыском топлива, клапанным механизмом OHV и электронной системой зажигания. Двигатель TB42, представленный в 1987 году, был переименован в TB42S.
- Мощность: 129 кВт (173 л. с.) при 4200 об/мин
- Крутящий момент: 320 Н⋅м при 3200 об/мин

#### Устанавливался на
- Nissan Patrol (Y60/Y61)

### TB45E/TB45S
Выпуск двигателя TB45 начался в 1997 году. Диаметр цилиндра был увеличен до 99,5 мм, а ход поршня остался 96 мм. Вариант с карбюратором получил индекс TB45S, а вариант с электронным впрыском топлива — TB45E.
- Мощность: 127—154 кВт (171—210 л. с.) при 4400 об/мин
- Крутящий момент: 314—348 Н⋅м при 3600 об/мин

#### Устанавливался на
- Nissan Safari/Nissan Patrol (Y60/Y61)
- Nissan Civilian/Isuzu Journey (W41)

### TB48DE
TB48 был представлен в 2001 году с диаметром цилиндра 99,5 мм, ходом поршня 102 мм, двойным верхним распределительным валом, клапанным механизмом DOHC и регулятором газораспределения.
- Мощность: 185 кВт (251 л. с.) при 4800 об/мин
- Крутящий момент: 420 Н⋅м при 3600 об/мин

#### Устанавливался на
- Nissan Safari/Nissan Patrol (Y61)[7]